# My True Love/Passion Flower
My True Love/Passion Flower è il 5º singolo di Mina, il secondo pubblicato come Baby Gate e con l'etichetta discografica Broadway il 1 febbraio del 1959.

## Storia
Contiene due cover, incise come Baby Gate per la Broadway, cantate da Mina in inglese. In entrambe le tracce la cantante è accompagnata da suoi Happy Boys.
My True Love è una canzone scritta e incisa nel 1958 da Jack Scott, pubblicata sia su singolo, sia sull'album che porta il suo nome. È un successo clamoroso, ma in Italia raggiunge a giugno soltanto il secondo posto nelle vendite settimanali dei singoli, probabilmente a causa della ridottissima programmazione sulla radio, come mirata a scongiurare l'eccessivo diffondersi della moda americanista anche nel genere musicale.
Sarà comunque il brano in assoluto più gettonato dai giovani nei jukebox per quell'anno e il seguente, fino a chiudere al 20º posto nella classifica annuale delle vendite del 1959.
Esistono due versioni registrate da Mina nel 1959, questa sul singolo e quella alternativa (take 2, durata 2:21) con l'aggiunta del coro Rhythmic Fellows, reperibile nelle raccolte Mina Gold del 1998 e Ritratto: I singoli Vol. 1 del 2010.
Passion Flower è un brano del trio The Fraternity Brothers (composto da Perry 'Bunny' Botkin Jr., Patrick 'Pat' Murtagh + il solista Gilbert Garfield), scritto e inciso dagli stessi nel 1957, che utilizza come base ritmica la musica della celeberrima Per Elisa di Ludwig van Beethoven.
Raggiunge in Italia tra il 1958 e il 1959 il secondo posto nella classifica settimanale e risulterà alla fine il secondo singolo più venduto del 1959, dopo Io di Domenico Modugno.
Come accaduto successivamente con When, anche questo brano è stato inciso una seconda volta nel 1959 da Baby Gate/Mina su flexi-disc (edizioni musicali Southern Music, catalogo N. 10002) come gadget sia per il periodico Nuova Enigmistica Tascabile N° 225 del 2 maggio, sia per pubblicizzare la "Cera Grey". Sulla custodia dell'omaggio allegato al periodico N.E.T. il titolo della canzone è stampato erroneamente come Passion Flowers. Solo in questa versione Mina si avvale della collaborazione vocale dei suoi Rhythmic Fellows.
Mai inserita da Mina in album ufficiali, compare nelle raccolte su CD Internazionale del 1998 e Ritratto: I singoli Vol. 1 del 2010.

## Copertina
Il disco non ha una copertina fotografica ufficiale e in Italia è stato distribuito nella generica custodia beige forata, comune alle pubblicazioni su 45 giri dell'etichetta Broadway nel periodo. Invece, le edizioni per l'estero recano una consueta foto della cantante su entrambi i lati.

## Tracce
Lato A
1. My True Love – 2:16 (Jack Scott; edizioni musicali Suono)

Lato B
1. Passion Flower – 1:44 (Perry 'Bunny' Botkin Jr., Gilbert Garfield, Patrick 'Pat' Murtagh; edizioni musicali Southern Music)